# مرام علي
مرام علي (ولدت 21 فبراير 1992)، ممثلة سورية. اكتشفها المخرج نجدة أنزور عام 2011 وقدمها بمسلسل شيفون، ثم اشتركت بالعديد من الأعمال.

## أعمالها

### في السينما
- الموت حبًّا (2011).
- أنا وأنت وأمي وأبي (2015).
- ليلى والذئاب.

### في التقديم
- برنامج نورت سمانا (2015).

### في التلفزيون
- شيفون (2011) بدور ديالا.
- مسلسل رومنتيكا (2011).
- مسلسل تعب المشوار (2011).
- بنات العيلة (2012) بدور سالي.
- مسلسل ما بتخلص حكايتنا (2012).
- مسلسل إمام الفقهاء (2012).
- وطن حاف (2013).
- ناطرين (2013).
- سوبر فاميلي (2013) بدور رزان.
- مسلسل فتت لعبت (2013) بدور فاتنة.
- مسلسل علي الوردي (2013).
- حمام شامي (2014).
- القربان (2014).
- رقص الأفاعي (2014).
- وجوه وراء الوجوه (2015) بدور رانيا.
- مسلسل زنود الست (2014).
- بانتظار الياسمين (2015).
- ذهاب وعودة (2015).
- دامسكو (2015).
- عناية مشددة (2015) بدور ليا.
- نص يوم (2016).
- صرخة روح 4 (2016).
- عابرو الضَّباب (2016).
- الندم (2016) بدور رزان.
- بقعة ضوء 12 (2016).
- مدرسة الحب (2016).
- أهل الغرام 3: خماسية امرأة كالقمر (2017) بدور ساندرا.
- حكم الهوى (2017).
- شوق (2017) بدور وعد.
- مسلسل الواق واق (2018) بدور سوزان.
- مسلسل كوما 2018 بدور زينة
- عروس بيروت (2019) بدور نايا.
- عروس بيروت ج2 (2020) بدور نايا.
- اعترافات فاشونيستا (2021) بدور سحر.
- الجار للجار (2021).
- المنصة ج2 (2021) بدور يارا.
- المنصة ج3 (2021) بدور يارا.
- عروس بيروت 3 (2022) بدور نايا.
- عنبر 6 ج2 (2023) بدور نانسي.
- الخائن (2023) بدور تيا.
- مسلسل سلمى (2025) بدور سلمى.

## وصلات خارجية
- مرام علي على موقع IMDb (الإنجليزية)
- مرام علي على موقع قاعدة بيانات الأفلام العربية